# Friedrich von Helbach

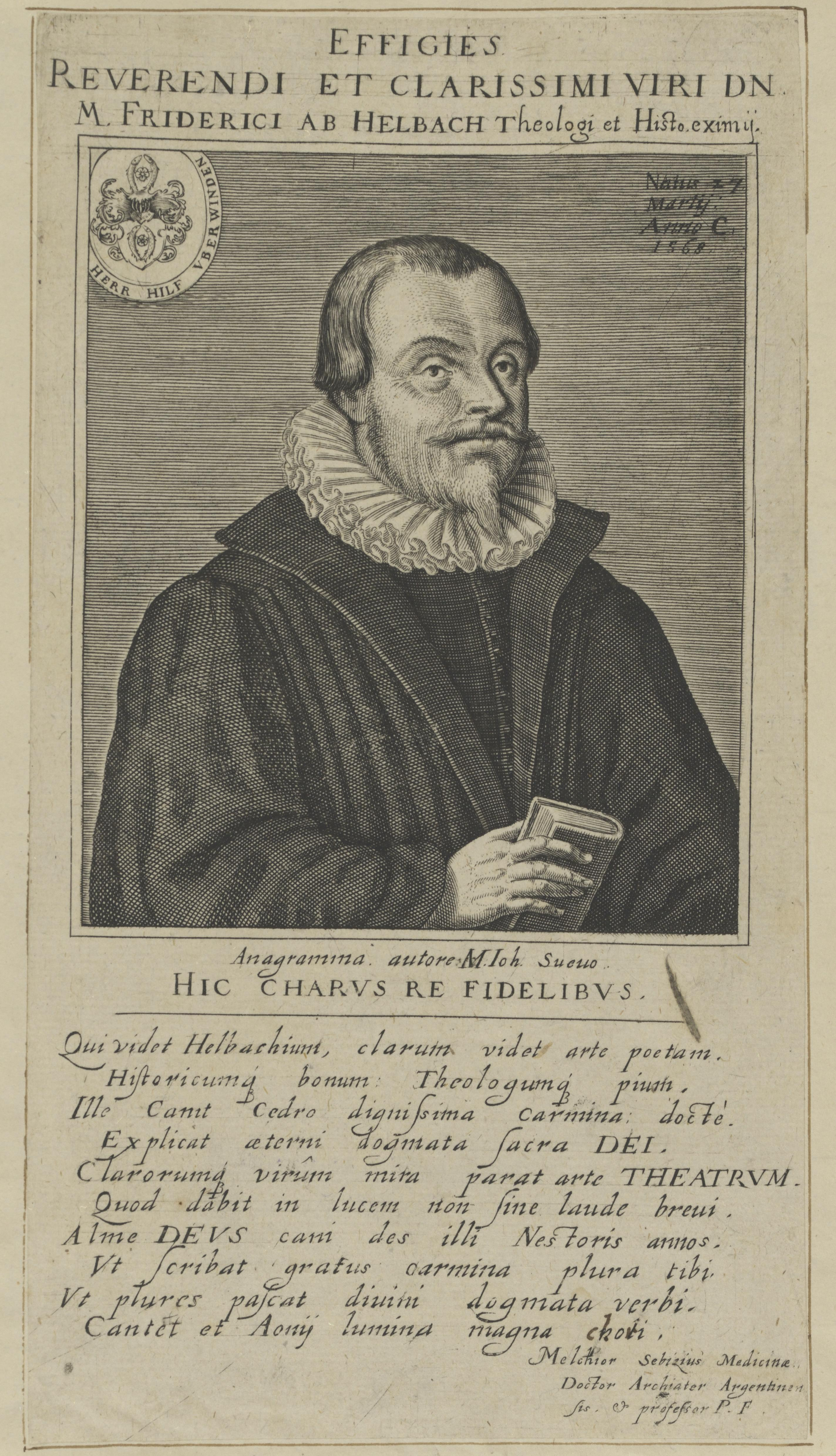
Friedrich Helbach (Stich von Jacob van der Heyden 1608)

Friedrich von Helbach, auch: Fridericus Helbachius Eckhartusanus (* 27. März 1568 in Eckartshausen; † 1638 in Kirn) war ein deutscher Theologe, Lehrer, Schulvorsteher, Önologe, Alchemist und Schriftsteller.

## Leben
Friedrich Helbach wurde 1568 in Eckartshausen als Sohn von Wendelin von Helbach († 1588) geboren, der dort 1558 eine lutherische Pfarrstelle übernommen hatte. Die Familie stammte aus dem alten thüringischen Adelsgeschlecht Hellbach, hatte aber bereits Anfang des 16. Jahrhunderts auf ihr Adelsprädikat verzichtet.
Nach dem Tod seines Vaters begann er 1589 das Studium der Theologie an der Philipps-Universität Marburg. Helbach war aber auch „dem Studio Medicinae von Jugent auff zugethan“ und beschäftigte sich daneben mit diversen naturwissenschaftlichen Fragestellungen. Einer seiner Professoren in Marburg war Rudolf Goclenius der Ältere. Helbachs Disputation über das Sternflimmern aus dem Jahr 1591 wurde in Goclenius Disputationes Physicae veröffentlicht. In Marburg machte Helbach auch Bekanntschaft mit Eberhard von Gemmingen und dessen Bruder Reinhard von Gemmingen-Hornberg, denen er später sein heute berühmtestes Werk, die Oenographia widmete.
1593 übernahm er eine Stelle als Leiter der Lateinschule im wild- und rheingräflichen Kirn, wo er kurz darauf heiratete. In dieser Zeit verfasste er ein Buch zur Schulzucht, das aber erst 1612 verlegt wurde. 1596 gab der überzeugte Lutheraner die Lehrtätigkeit zugunsten einer Pfarrstelle in Veitsrodt auf. Aus dem Jahr 1598 ist ein Trauerlied Helbachs auf Reichard von Pfalz-Simmern überliefert.
Spätestens im Jahr 1602 endet seine Tätigkeit in Veitsrodt. Er verbringt das Jahr „unverschuldet im Exilio“ in Idar-Oberstein, wo er sich der Forschung widmet. Seine medizinisch-alchemistischen Untersuchungen und Experimente wurden vom dortigen Landesherren, Philipp Franz von Daun-Falkenstein gefördert und persönlich unterstützt.
Im folgenden Jahr wird Helbach Pfarrer von Wickenrodt und kehrt damit in die Wild- und Rheingrafschaft zurück. Von 1625 bis 1629 war er Gemeindepfarrer in Wendelsheim. Die lutherische Pfarrstelle wurde allerdings 1629 aufgelöst und durch eine katholische ersetzt, was wohl u. a. auf den Einfluss der katholischen Spanier zurückzuführen ist, die bereits seit 1623  große Teile der Kurpfalz besetzt hielten. 1638 starb er in Kirn.

## Wirkung
Sein Buch Oenographia von 1605 ist eines der ersten deutschsprachigen Bücher zur Weinherstellung und wurde im 17. Jahrhundert zum Standardwerk. Unter anderem erwähnt er darin auch heute skurril anmutende Methoden, wie die Süßung und Schönung des Weins mit Bleizucker, was, wie man heute weiß, beim Konsumenten zur Bleivergiftung (sog. Saturnismus) führen kann.
Schon zu seiner Zeit galt Magister Helbach als Universalgelehrter. Das unter seinem Kupferstich wiedergegebene Anagramm auf seinen lateinischen Namen Fridericus Helbachius lautet Hic charus re fidelibus (dt.: „Dieser ist wirklich teuer den Treuen“). Die weitere Inschrift lobt ihn als „berühmten Poeten“ und „frommen Theologen“.

## Werk (Auswahl)
- Rudolf Goclenius, Friedrich von Helbach: Altera De causa scintillationis stellarum quarundam, explicans propositionem 56 perspectivae communis, stellas quasdam ex reflexione solarium ad ipsas apparenter scintillare. Altera De stellarum viribus. Egenolff, 1591.
  - Rudolf Goclenius: Von der Ursache des Sternflimmerns – in Erklärung von Lehrsatz 56 der allgemeinen Seh-Lehre und über deren (scil. der Sterne) Influenz, was die Nicht-Lateiner „Einwirkung“ nennen. In: Disputationen zur Naturwissenschaft. Königshausen & Neumann, Würzburg 2007, ISBN 978-3-8260-3660-6, S. 134–140 (Latein: Altera De causa scintillationis stellarum quarundam, … Übersetzt von Hans Günter Zeckl).
- Friedrich von Helbach: Oenographia, Weinkeller oder Kunstbuch vom Wein, Das ist: Auszführliche vnd eigentliche Beschreibung der edlen Gabe Gottes, deß Weins, seiner Natur, Eiygenschafft vnd Tugendt … / auss vielen berühmpten Scribenten zusammengetragen und in drey Büchern allen Artzneyliebhabern zu gut beschrieben durch Fridericum Helbachium Eckhartshusanum. Frankfurt am Mayn, Peter Kopffen 1604 (Digitalisat in der Google-Buchsuche).
- Friedrich von Helbach: Preislied auf das liebe Vaterland. 1605.
- Friedrich von Helbach: „Olivetum, das ist Kunstbuch: Darinnen gründlicher und außführlicher Bericht gezeigt wird, wie man auß allen Erdtgewächsen, Metallen und anderen narürlichen dingen, die zwey edelstenstück in der Artzney, als Oel und Saltz, nach Alchymistischer arth extrahiren und machen könne …“ Peter Kopffen, Frankfurt am Mayn 1605 (Digitalisat in der Google-Buchsuche).
- Friedrich von Helbach: Newe SchulZucht: Mit sehr schönen TischGebetlein vnd [und] vielen nützlichen Lehren vnd [und] Erinnerungen gezieret … Sampt einer Predigt vber das vierdte Gebott, die Jugend zur Gottesfurcht anreitzend. Hofmann, 1612.

Als Übersetzer:
- Bartholomaeus von Saligniaco: Reiß zum H. Grab und Pilgramschafft in das gelobte Land. Grosse, 1612 (Latein: Itinerarium Hierosolomitanum. Übersetzt von Friedrich von Helbach).